# Sun Qiuting
Pour les articles homonymes, voir Sun.
Dans ce nom chinois, le nom de famille, Sun, précède le nom personnel.
Sun Qiuting, née le 22 septembre 1985 à Shanghai, est une nageuse synchronisée chinoise.

## Palmarès
Sun Qiuting fait partie de l'équipe chinoise médaillée de bronze en ballet aux Jeux olympiques de 2008 à Pékin.